# Laurence Herszberg
Laurence Herszberg, née le 5 mars 1958 à Nancy, est à la tête d’institutions culturelles françaises dans le domaine du spectacle vivant (musique, théâtre, opéra), de l’audiovisuel et du cinéma. Elle a été de 2002 à 2017 directrice générale du Forum des images, institution soutenue par la ville de Paris. Elle dirige le festival international Séries Mania qui se déroule chaque année à Lille.

## Biographie

### Formation
Laurence Herszberg est diplômée de Sciences-Po Paris (1980). Elle est également titulaire d’une maîtrise de droit public à l’Université Panthéon-Sorbonne et de deux DESS - l’un de droit européen au collège d’Europe de Bruges, l’autre de ressources humaines.

### Parcours
Dès 1981, Laurence Herszberg commence sa carrière à la Direction régionale de la musique à Aix-en-Provence avant de prendre en charge l’administration et la direction de plusieurs théâtres : le théâtre du Gymnase à Marseille, le théâtre international de langue française (TILF) à Paris sous la direction de Gabriel Garran (1987-1988), le théâtre Gérard-Philipe à Saint-Denis sous la direction de Jean-Claude Fall ou le théâtre de la Colline à Paris sous la direction de Jorge Lavelli (1993-1995).
Elle rejoint l’Opéra Bastille pour configurer son ouverture en juin 1989. Elle devient directrice de production et accompagne les spectacles de Bob Wilson, André Engel, Robert Carsen.
De 1995 à 2000, elle rejoint la Réunion des musées nationaux (RMN) pour diriger le département multimédia. L’établissement culturel public - l'un des premiers éditeurs d’art en Europe - développe alors des produits culturels multimédia, avec des titres comme « Le Louvre, la visite ». Elle lance les premiers jeux culturels sur CD Rom « L’Égypte » et « Versailles, complot à la cour du Roi Soleil ». 
En 2000, le groupe Vivendi Universal la sollicite pour lancer et diriger Divento, premier portail Internet marchand spécialisé dans les critiques, la billetterie et les loisirs culturels dans toute l’Europe. Elle en prend la direction sous la présidence de Stéphane Lissner.

## Forum des images
De 2002 à 2017, à la tête de l’établissement parisien consacré au cinéma et à l’audiovisuel imaginé par le poète Pierre Emmanuel, ouvert en 1988 et présidé successivement par Pierre Tchernia, David Kessler et Marc Tessier, Laurence Herszberg initie plusieurs festivals et événements qui renouvellent et renforcent les missions de l’institution d’ouverture à toutes les images, sa vocation de passeur entre créateurs et spectateurs ou son engagement en faveur de l’éducation à l’image. Sa collection de 8 500 films numérisés constitue la mémoire audiovisuelle de Paris et du 7e art.
Ainsi, voient le jour :
- Séries Mania[3], festival consacré au phénomène des séries télé présentées sur grand écran (il déménage à partir de 2018 à Lille),
- Un état du monde et du cinéma[4], l’actualité et les nouveaux enjeux géopolitiques analysés par le prisme de la fiction,
- Tout-Petits Cinéma, le premier festival du genre en France qui initie les plus jeunes, de 18 mois à 4 ans, au 7e art,
- les Masters class mensuelles[5] qui proposent des entretiens avec les grands noms du cinéma. Le Forum des images a accueilli notamment Isabelle Huppert, Xavier Dolan, Gérard Depardieu, Francis Ford Coppola, James Gray (réalisateur), Nicole Garcia, John Malkovich, Charlotte Gainsbourg, Mathieu Amalric, Ken Loach, Costa-Gavras, Fanny Ardant, Amos Gitaï.

« Cultiver la diversité et ignorer les frontières, encourager le partage et la réflexion, penser l’époque et le monde, bousculer les certitudes et surprendre, éduquer et sensibiliser les plus jeunes aux images… à travers l’œil de la caméra : tel est notre défi ! », souligne Laurence Herszberg lors de la conférence de presse de présentation de la saison 2014-2015 du Forum des images.
Directrice générale du Forum des images de 2002 à 2017, Laurence Herszberg est aussi membre de la commission Aide aux cinémas du monde du CNC, membre du Comité éditorial Arte Unité Fiction, et membre du Conseil d’administration de la Cité de la musique. Elle fait partie d’un groupe de travail créé par le CSA, « L’Observatoire Médias et Éducation ».

## Festival Séries Mania
Créé au forum des images à Paris en 2010, le Festival International Séries Mania consacré aux séries télévisées déménage à Lille dès 2018 à la suite de l'appel d'offres du gouvernement et du CNC visant à créer en France un grand festival international des séries TV, que Lille et la région remportent. Laurence Herszberg est choisie pour être la directrice de ce festival.

## Décorations
- Chevalière de la Légion d'honneur Décoration remise par le premier ministre, Jean-Marc Ayrault, lors de la promotion du 14 juillet 2013, cette distinction salue un engagement de 32 ans en faveur du rayonnement de la culture[7].
- Officière de l'ordre national du Mérite Elle est directement promue au grade d'officier par décret du 2 mai 2017 pour ses 36 ans de services[8].